# Jeghegis
Jeghegis – wieś w Armenii, w prowincji Wajoc Dzor. W 2011 roku liczyła 369 mieszkańców.